# Victoria Lafontaine
Pour les articles homonymes, voir Lafontaine.
Victoria Lafontaine, née Valous en 1841 à Lyon et morte le 4 janvier 1918 à Versailles, est une actrice française.

## Biographie
Recueillie un jour par le père Valous, un ouvrier plâtrier, marié depuis longtemps et resté sans enfants, qui l’emporta dans son auge à gâcher en paiement d’un travail fait dans une espèce de masure, pour un propriétaire besogneux, elle a reçu de lui une éducation qui lui a permis de donner jour à ses instincts et de développer ses talents.
Sans instruction, mais très studieux et même bibliomane, le père Valous avait trouvé moyen, avec les économies de sa modeste paie d’ouvrier plâtrier, de faire un recueil de choix des meilleurs livres expressément destinés à l’éducation de la petite Victoria, qu’il voulait instruite, et élevée dans les sentiments de la piété et du devoir. D’une intelligence supérieure, elle grimpait, à huit ans, jusqu’aux rayons les plus élevés de la boutique de son père, qui avait lâché la truelle pour l’échoppe du bouquiniste, des vieux livres, pour y dénicher des ouvrages de théâtre.
Dès qu’elle le put, elle songea à venir en aide à sa famille, notamment son père adoptif qui parlait de mettre de l’argent de côté pour pouvoir se retirer dans une maisonnette confortable. Lorsqu’elle eut onze ans, celui-ci, qui aimait toutes les récréations utiles, se décida à conduire sa fille à une représentation de Rose Chéri, au théâtre des Célestins.
Frappée du spectacle mis devant ses yeux, l’enfant voulut savoir la somme exacte que pouvait gagner au théâtre une femme comme Rose Chéri. Ayant appris que la célèbre artiste avait des appointements fixes de 15000 francs par an, il lui sembla qu’il suffisait d’avoir de la volonté et de travailler avec ardeur. Lorsqu’elle manifesta ses désirs à son père, celui-ci, loin de s’y opposer, en parut enchanté. Il confia son éducation à un vieux comédien du nom de Jérôme Cotton, un monomane du théâtre, qui exploitait une scène d’un quartier populaire.
Dès ce jour, elle étudia et n’ayant point encore quatorze ans, un correspondant du théâtre de Lyon l’envoya, avec sa mère, au directeur du théâtre de Pau, qui attendait avec impatience une ingénue. En voyant Victoria, qui était, pour son âge, d’une taille au-dessous de la moyenne, le directeur fut stupéfait et la rudoya en paroles. Mais pourtant elle ne se découragea pas, et ses supplications furent si touchantes, qu’il consentit à l’essayer.
On lui fit jouer le vaudeville en 1 acte Une fille terrible d’Eugène Deligny, où non seulement elle connut un véritable succès, mais celui-ci lui attira la sympathie de Loïsa Puget, qui résidait à Pau. Celle-ci s’intéressa à l’ingénue, la reçut chez elle comme l’enfant de la maison et l’aida à devenir la petite étoile du théâtre de Pau. Un jour, jugeant assez mûr le talent de la jeune artiste, qui n’avait alors pas encore quatorze ans, elle écrivit à Rose Chéri en lui expliquant que la vocation de Victoria pour la carrière théâtrale était née en la voyant, à onze ans, jouer aux Célestins de Lyon, et lui demandant de devenir sa marraine au théâtre.
Rose Chéri répondit immédiatement de la lui adresser, promettant d’en faire son élève et une comédienne digne de ce nom. Victoria débuta donc, aux appointements royaux de deux cents francs par mois, au théâtre du Gymnase, vers 1857, dans la Reine de seize ans de Jean-François Bayard. Le succès fut immense. Sa grâce, l’harmonie de sa voix firent impression sur le public qu’elle séduisit par son jeu réservé ; jamais on n’avait vu sur les planches une ingénue aussi vraie, aussi humaine.
Durant les quatre années qu’elle a passées au Gymnase, les plus importantes de ses créations sont Cendrillon (1858), de Théodore Barrière ; La perle noire, Piccolino (1861), les Ganaches (1862), de Victorien Sardou ; la Maison sans enfants (1863), de Dumanoir ; le Démon du jeu (1863), de Barrière ; Paméla Giraud, de Balzac, où elle avait, avec Geoffroy, une des plus adorables scènes d’ingénuité qui soient au théâtre.
Du Gymnase, elle passa au théâtre de la Porte-Saint-Martin, pour la reprise de la Grâce de Dieu (1862), d’Adolphe d'Ennery, sur une musique de Loïsa Puget. À cette époque se place son mariage avec un de ses camarades, le célèbre Henri Lafontaine, mariage célébré le 23 février 1864, à l’église Saint-Eugène. Curieusement, en rentrant chez eux, au sortir de l’église, M. et Mme Lafontaine trouvèrent, signés par le comte Walewski, ministre d’État, leurs deux contrats de sociétaire à la Comédie-Française, où ils restèrent tous les deux pendant une période d’environ dix années.
Valous débuta au Théâtre-Français débuta dans d’excellentes conditions dans le rôle de Cécile, dans Il ne faut jurer de rien, où elle réussit complètement. Elle prit possession aussitôt des rôles de son répertoire, parmi lesquels : Agnès, de l'École des femmes, Mademoiselle de Belle-Isle, le Philosophe sans le savoir de Sedaine, les Femmes savantes, Péril en la demeure. Elle fit des créations successivement dans l’Œillet blanc (1865) d’Alphonse Daudet avec Ernest Lépine, Gringoire (1866), de Théodore de Banville, Henriette Maréchal d’Edmond et Jules de Goncourt, Mme Desroches de Jules-Théophile Boucher.
Cependant, entré à la Comédie-Française en novembre 1863, le couple Lafontaine, avait acquis d’emblée, l’un et l’autre, le titre de sociétaire à part entière, sans avoir subi le stage préalable de pensionnaire prescrit par le décret de Moscou, mais cette haute faveur, imposée par le comte ministre d’État Walewski, n’alla pas sans de créer de fortes préventions autour des deux nouveaux sociétaires. De ce jour, le ménage Lafontaine fut en butte aux sourdes hostilités et aux tracasseries des autres artistes de la Maison. On ne leur confia que des rôles secondaires. Les camarades du Théâtre-Français se moquaient de l’actrice qui faisait du crochet dans les coulisses en attendant d’entrer en scène, mais les applaudissements et les ovations du public mettaient fin à toutes ces railleries. Son mari, surtout, était moins privilégié que sa femme dans la distribution des rôles. S’effaçant, du reste, pour servir les intérêts de cette dernière, il n’eut à créer, durant trois années, que les rôles laissés par les autres sociétaires.
Fatigués de lutter contre la situation qui leur était faite à la Comédie-Française, les deux Lafontaine donnèrent leur démission de sociétaires, en 1871. Valous partit avec son mari en tournées dans le Midi, notamment à Nice, donna des représentations fructueuses dans toutes les villes où elle passa, puis fut engagée au théâtre du Châtelet pour la reprise de la Maison du Baigneur d’Auguste Maquet. De là, elle passa au théâtre de la Gaité, où elle créa avec succès, dans le Gascon de Théodore Barrière avec Louis Poupart-Davyl, le personnage de Marie Stuart. Elle accompagna, dès lors, son mari dans ses tournées et devint sa bonne fée théâtrale : en 1887, aux répétitions de l’Abbé Constantin (1887), au Gymnase, s’apercevant que les auteurs n’étaient pas contents de la façon dont Lafontaine comprenait et jouait le rôle de l’abbé, elle demanda aux deux auteurs de Pierre Decourcelle avec Hector Crémieux 48 heures pour donner quelques conseils à son mari et remettre le rôle sur pied.
Dans leur vieil hôtel de la rue Jean-Jacques-Rousseau, au milieu de ces richesses artistiques, accumulées par le bon gout de Lafontaine, ils avaient une petite salle toute coquette, pouvant contenir une cinquantaine de places, ingénieusement distribuée, de manière à pouvoir jouer véritablement la comédie, avec toile de rampe, rideau de fond, magasin aux décors et loges d’artistes. Les bustes de Molière, de Corneille et de Racine présidaient aux représentations où La Duprez, la Nilsson, Mme Vandenheuve s’y sont fait entendre, et la Comédie-Française y a joué le Misanthrope et autres chefs-d’œuvre de son répertoire.
Valous était également sculptrice par instinct. Elle a réalisé une tête très expressive, en terre, d’après son père mourant. Elle a d’ailleurs réalisé son ambition d’offrir à son père adoptif la petite maison de ses rêves. Dès qu’elle avait recueilli la petite somme nécessaire, elle avait fait construire à Montchat, une petite maison aux contrevents verts, conforme aux gouts exprimés par l’ouvrier plâtrier, auquel elle joignit un petit parc entouré de murs. À la mort de celui-ci, les époux Lafontaine voulurent conserver à cette habitation sa destination de demeure bienfaisante ; ils la donnèrent à la commune, à la condition d’y faire élever un certain nombre de petits enfants trouvés.

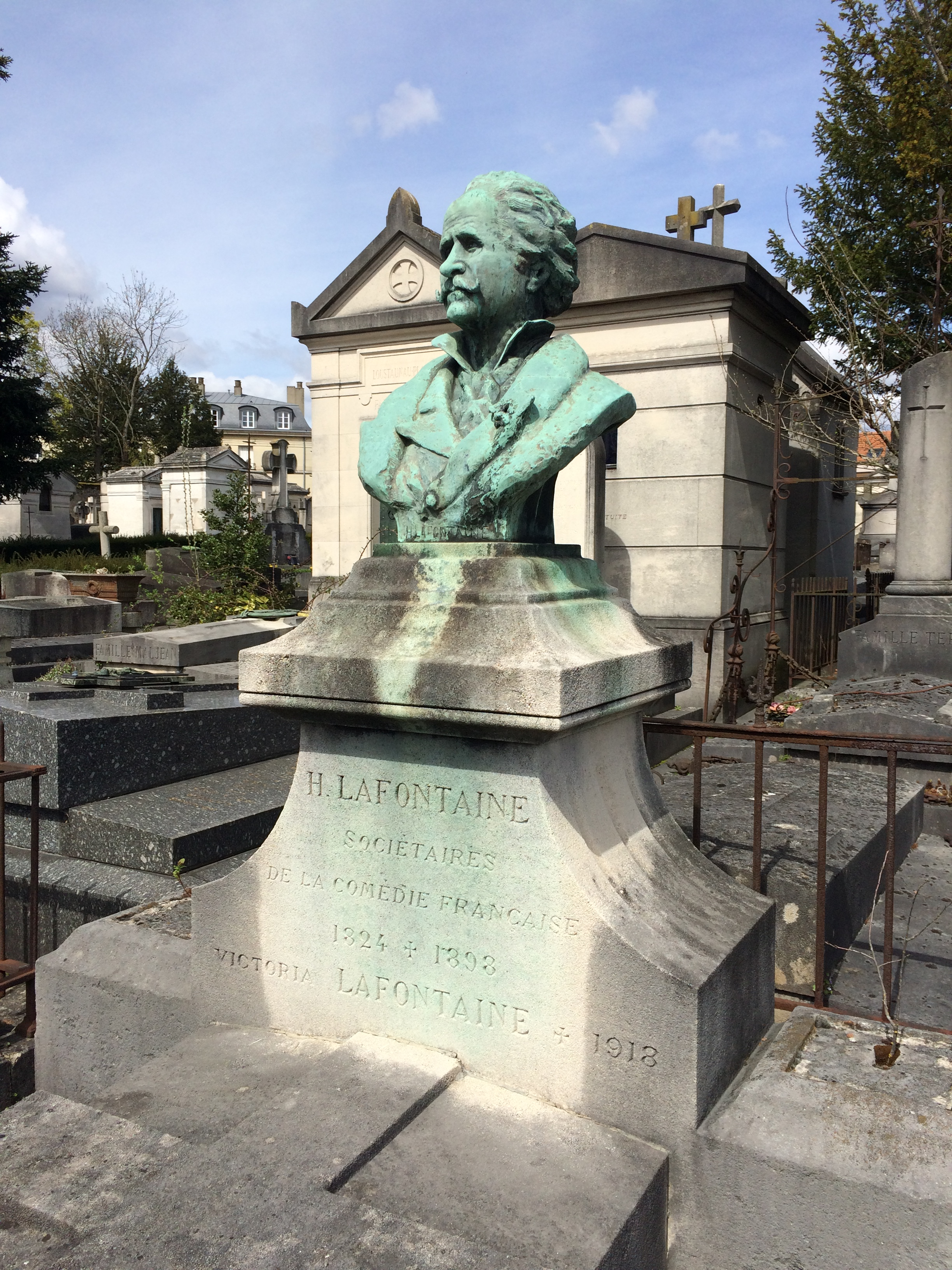
Sépulture de Victoria Lafontaine, et de son époux Henri, au cimetière Notre-Dame de Versailles.

Jamais les deux époux Lafontaine ne se sont quittés un seul jour. Leur union, qui ne fut jamais troublée par le plus petit dissentiment, était citée comme le modèle des ménages d’artistes. Seule la mort a pu séparer ce couple fusionnel aux existences si étroitement unies. Un jour qu’elle se promenait dans leur jardin de Versailles, un gros arbre, dont les racines étaient mortes, se détacha soudain et tomba avec fracas à côté même de la promeneuse qui en ressentit un coup violent au cœur qu’elle dut s’aliter, ce qui causa un tel choc à son mari que le chagrin qu’il éprouva détermina sa mort. Vingt ans plus tard, celle-ci le suivra dans la mort, dans ce même logis de la rue de Mouchy, où son mari avait expiré. Leur sépulture commune se trouve au cimetière Notre-Dame de Versailles.

## Théâtre

### Carrière à la Comédie-Française
Entrée en 1863
Nommée 285e sociétaire en 1863
Départ en 1871
- 1864 : Le Barbier de Séville de Beaumarchais : Rosine
- 1865 : Henriette Maréchal d’Edmond et Jules de Goncourt : Henriette Maréchal